# Ipojuca Futebol Clube
Ipojuca Futebol Clube (conhecido apenas por Ipojuca FC e cujo acrônimo é IFC) é um clube de futebol brasileiro da cidade de Ipojuca, no estado de Pernambuco. Foi fundado em 28 de agosto de 1937 e suas cores oficiais, são o vermelho, preto e branco. No futebol, é um dos clubes mais tradicionais do futebol ipojucano, sendo que, dentre seus principais títulos, destacam-se o Tricampeonato Ipojucano invicto de 1995.
Já participou da extinta Série A3 do Campeonato Pernambucano de Futebol, conhecida como Terceira Divisão. Um fato curioso, é que o clube já foi filiado a Liga Desportiva Cabense nos anos de 1980. Época em que o clube foi campeão nos anos de 1984 e 1985. Atualmente o clube se encontra longe de competições oficiais de caráter profissional, disputando campeonatos citadinos.

## História
Diferente do seu irmão Ipojuca Atlético Clube, o Ipojuca Futebol Clube já é um clube de longa data, fundado em 1937 e já era tradicional em Ipojuca.
Entre as décadas de 1970 e 1980, o clube fora filiado a Liga Desportiva Cabense e chegou a disputar e vencer em duas ocasiões, o Campeonato Citadino de Cabo de Santo Agostinho, em 1984 e 1985. Já filiado a Liga Desportiva Ipojucana, o clube ganhou quatro edições do Campeonato Ipojucano de Futebol. Sendo Tricampeão consecutivo e invicto em 1995. O clube também disputou seu primeiro campeonato a âmbito estadual, participando da última edição da Terceira Divisão do Campeonato Pernambucano de Futebol em 2002. No entanto, o clube não conseguiu um bom resultado e foi logo eliminado na 1ª fase da competição. Desde então, o clube voltou suas atenções aos campeonatos citadinos onde tem tradição.

## Títulos
| REGIONAIS | REGIONAIS            | REGIONAIS | REGIONAIS              |
|           | Competição           | Títulos   | Temporadas             |
| --------- | -------------------- | --------- | ---------------------- |
|           | Campeonato Ipojucano | 4         | 1993, 1994, 1995, 2001 |
|           | Campeonato Cabense   | 2         | 1984, 1985             |

 Campeão Invicto